# Министар-председник
Министар-председник је назив за шефа владе у неким земљама.
У Немачкој, министар-председник је назив за председника владе немачке савезне државе. Генерално, уставна позиција министра-председника је веома слична канцелару на савезном нивоу. Бира га већина чланова парламента савезне државе. Он такође представља, заједно за неколицином својих министара, своју савезну државу у Бундесрату.
Министар-председник је и званични назив за шефа владе у Холандији.
Министар-председник је у Краљевини Србији, Краљевини Црној Гори и Краљевини Срба, Хрвата и Словенаца (касније Краљевини Југославији) био назив за председника Министарског савета.